# Gaio Ottavio Appio Suetrio Sabino
Gaio Ottavio Appio Suetrio Sabino (latino: Gaius Octavius Appius Suetrius Sabinus; fl. 193-240; II secolo – III secolo) è stato un senatore e militare romano dell'Impero.
Sabino era originario di Histornium, nel Sannio. Era figlio del senatore Suetrio Sabino e nipote di Appia Veturia Coeciva Sabinilla, a sua volta figlia di Appio Claudio Pulcro. Fu decemvir stilitibus Iudicandis (193/194), quaestor candidatus (201), tribunus plebis candidatus (203) e praetor de liberalibus causis (intorno al 206). Nel 207 fu legato d'Africa, poi curator viarum della Via Latina (209/210) e iuridicus per Aemiliam et Liguriam (210/211).
Tra il 211 e il 213 Sabino fu legato della Legio XXII Primigenia in Germania superiore. Accompagnò l'imperatore Caracalla, come comes e comandante di alcune vessillazioni della XI Claudia (dux vexillationis legionis XI Claudiae), nella campagna germanica dell'estate-autunno 213, dopo la quale divenne legato della Rezia per tre mesi (ottobre-dicembre 213).
Nel 214 Sabino divenne console ordinario; in seguito sembra sia divenuto prefetto dell'annona (215/216), tenendo al contempo la correttura dell'Italia (fu infatti nominato electus ad corrigendum statum Italiae). Divenne poi governatore della Pannonia inferiore, incarico dal quale venne destituito dall'imperatore Macrino nel 217.
Nel 240 concluse la sua carriera col secondo consolato. Fu pontifex e augure, appartenendo quindi a due dei quattro più grandi collegi sacerdotali.